# Chameleon (album, Margaret Berger)
Chameleon je debutové studiové album norské zpěvačky Margaret Berger. Bylo vydáno pod vydavatelstvím BMG Norsko dne 4. října 2004, pět měsíců poté, co se umístil na druhém místě v norském Idolu. Album dosáhlo čtvrté pozice ve Norwegian albums chart. Album sice oficiálně neobdrželo fyzickou podobu, ale videoklip za píseň "Lifetime Guarantee" získalo ocenění Spellemannprisen.

## Seznam písní
| Pořadí | Název              | Autor                                                               | Délka |
| ------ | ------------------ | ------------------------------------------------------------------- | ----- |
| 1.     | Chameleon          | Margaret Berger, Chris Sansom, Hans Jørgen Støp                     | 4:27  |
| 2.     | Lifetime Guarantee | Espen Berg, Margaret Berger, Simen M. Eriksrud, Hans Jørgen Støp    | 3:15  |
| 3.     | Mind Game          | Margaret Berger, Hans Jørgen Støp                                   | 4:41  |
| 4.     | Simple Mind        | Margaret Berger, Hans Jørgen Støp                                   | 3:01  |
| 5.     | Both Sides         | Margaret Berger, Hans Jørgen Støp                                   | 4:16  |
| 6.     | This is Perfect    | Margaret Berger, Hans Jørgen Støp                                   | 3:49  |
| 7.     | Elephant           | Margaret Berger, Hans Jørgen Støp                                   | 5:40  |
| 8.     | Pleasure           |                                                                     | 3:36  |
| 9.     | Main Offender      | Hans Jørgen Støp                                                    | 3:52  |
| 10.    | Still              | Espen Berg, Margaret Berger, Vidar Bergethon Holm, Hans Jørgen Støp | 4:37  |

## Žebříčky
| Žebříček (2004)   | Nejvyšší pozice |
| ----------------- | --------------- |
| Norsko (VG-lista) | 4               |